# Мезенска губа
Мезенската губа (на руски: Мезенская губа) е залив, тип губа, в североизточната част на Бяло море.
Разположен е между основата на полуостров Канин на изток и брега на континента на юг, в Архангелска област на Русия. Има форма на равностранен триъгълник като се вдава в сушата на 105 km, ширина на входа (между носовете Михайловски на изток и Воронов на запад) 97 km, дълбочина 5 – 25 m, площ 6630 km2. На входа на залива, в северозападната му част е разположен остров Моржовец. Зимата замръзва, но ледената покривка много често се разрушава от приливите. В южния му край се вливат големите реки Мезен и Кулой, а по другите му брегове – Нес, Сьомжа, Нижа, Койда и др. Приливите са полуденонощни с височина до 10 m.